# تاريخ أفلام الخيال العلمي

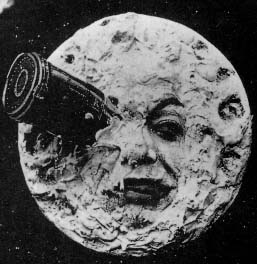
لقطة ثابتة من فيلم رحلة إلى القمر

يعد تاريخ تصنيف أفلام الخيال العلمي موازيًا لتاريخ صناعة الأفلام عمومًا، رغم أن الأمر تطلب عقودًا عدة لأخد هذا التصنيف في الحسبان بجدية. أما بعد عقد 1960، نجحت العديد من أفلام الخيال العلمي في جذب اهتمام جمهور واسع، وأصحبت أفلام من هذا التصنيف مرتكزًا أساسيًا في مجال صناعة الأفلام. قدمت أفلام الخيال العلمي تقدمًا في مجال تقنيات التأثير الخاصة، واستُخدمت وسيلةً للتوجيه الاجتماعي.

## عقد الأفلام الصامتة
ظهرت أفلام الخيال العلمي أول مرة في حقبة الأفلام الصامتة، وكانت أولى المحاولات أفلامًا قصيرة تمتد لدقيقة أو اثنتين، مسجلة بألوان أبيض وأسود، مع وجود تلوين ضئيل أحيانًا. احتوت الأفلام على روح الدعابة، وكانت ذات أجواء تتعلق بالتكنولوجيا.
يعد فيلم رحلة إلى القمر، الذي أنتِج عام 1902 للمخرج جورج ميلييس أول فيلم خيال علمي. يصور الفيلم إطلاق مركبة فضائية نحو القمر من قبل مدفع كبير، مستلهمةً من عدة روايات وقصص مؤلفين، أمثال: جول فيرن، وإتش جي ويل. وكان لمؤثراتها الخاصة -الرائدة في ذلك الوقت- قدرة على استلهام وتحديد مستقبل أفلام الخيال العلمي، وأصبحت ذات شهرة واسعة بعد نشرها.
استمر أدب الخيال العلمي في التأثير في أفلام تلك الحقبة. فقد اقتبست رواية عشرون ألف فرسخ تحت الماء للكاتب جول فيرن مرات عديدة، ومنها أنتج فيلم عام 1916، والذي يُعد من أوائل أفلام الخيال العملي الطويلة، وأخرى مثل: إنتاج استوديوهات إديسون لفيلم فرانكنشتاين المبني على رواية ماري شيلي عام 1910. ومثل اقتباس قضية الدكتور جيكل والسيد هايد الغريبة للروائي روبرت لويس ستيفنسون. إذ جلب هذان الفيلمان مفهوم العلماء المجانين إلى السينما. كذلك أظهرا تداخل الأولي لتصنيف الخيال العلمي مع تصنيف أفلام الرعب. في عقد 1920، قدم فيلم العالم المفقود المقتبس من رواية بالعنوان نفسه للمؤلف سير آرثر كونان دويلي نجاحًا بارزًا. عُد أول فيلم يستخدم تقنية الإطارات الثابتة، وقدم مفاهيم جديدة عن خيال العلمي اشتهرت في الوقت الحاضر، مثل: (الديناصورات، والوحوش، والعوالم المخفية).
في الوقت نفسه، أظهرت أوروبا في عقد 1920 اختلافًا واضحًا عن السينما الأمريكية. بدأ صُناع أفلام أوروبا باستخدام تصنيف الخيال العلمي في مجال التنبؤ والتوجيه الاجتماعي. في الاتحاد السوفيتي ناقش فيلم أتيلا: ملكة المريخ قضية الثورة الاجتماعية، ولكن تحت مفهوم خيال علمي في كوكب المريخ. أما في ألمانيا، فقد كان المخرج فريتز لانغ من روّاد أفلام الخيال العلمي، وعُد فيلمه ميتروبوليس -الذي أنتِج عام 1927- أغلى فيلم أصدِر حتى تلك اللحظة. يدور الفيلم في أحداث تقع عام 2026، وتحتوي على تشكيلة متنوعة من مفاهيم الخيال العلمي، مثل: (روبوت مستقل، وعالم مجنون، ومجتمع المدينة الفاسدة). أما فيلمه امرأة على القمر -المنتج عام 1929- فقد جاء في وقت نهاية حقبة الأفلام الصامتة، وقدم خصوصًا فكرة العد التنازلي لوقت إطلاق صاروخ.

## عقد 1930 و1940
تأثرت الأفلام خلال عقد 1930 إلى حد كبير بظهور الصوت والحوار، وكذلك آثار الكساد الكبير، الذي بدأ في عام 1929. بدأ الجمهور بالتوجه نحو الأفلام ذات مواضيع تتعلق بالهروب من الواقع، ما أدى إلى انخفاض في إنتاج الأفلام ذات الميزانية العالية. بعد فشل فيلم تخيل فقط عام 1930 ذي الميزانية العالية جدًا، بدت الاستوديوهات مترددة في تمويل أعمال مشابهة، ذات تكلفة عالية. ورغم أن فيلم أشياء مُقبلة، الذي كتب من قبل إتش جي ويل قدَّم تصورًا للمستقبل 100 عام، وكذلك تنبأ بوقوع الحرب العالمية الثانية، فإنه فشل في شباك التذاكر السينما، وبعدها اختفت الأفلام التي تتنبأ وتقدم تصورات خطيرة عن شكل العالم في المستقبل حتى عقد 1950.
بدلاً من ذلك، شهد العقد نهضة مسلسلات سينمائية ذات ميزانية ضئيلة، منتجة بسرعة، وتصور مغامرات بطولية مستقبلية، ضمن تصنيف أكشن وقصص الميلودراما. وكان مسلسل الإمبراطورية الوهم (1935) من بطولة جين أوتري هو الأول من نوعه، ويتناول حكاية حضارة متقدمة تعيش تحت الأرض وبمسدسات تعمل بالأشعة السينية وشاشات الاتصالات التلفزيونية. من الأعمال الأخرى التي اشتهرت في تلك الحقبة: (أجزاء مختلفة من أفلام فلاش غوردن، ومآثر بوك روجر، وكذلك فيلم شبه الخيال العلمي ديك تريسي). وقد استمروا في استخدام عناصر الخيال العلمي، مثل: (السفر إلى الفضاء، والأدوات عالية التقنية، والمؤامرات للهيمنة على العالم، والعلماء المجانين). ولا يزال من الممكن رؤية أصداء هذا الأسلوب في أفلام الخيال العلمي وأفلام الحركة اليوم، مثل أفلام جيمس بوند المختلفة.
نُقلت عناصر أخرى من الخيال العلمي إلى تصنيف الرعب المزدهر، مدفوعةً بالنجاح الهائل لاستوديوهات يونيفرسال عبر فيلمها فرانكشتاين وتتمته عروس فرانكشتاين. أبرزت أفلام الرعب يونيفرسال الأخرى -مثل: الرجل الخفي، والدكتور جيكل والسيد هايد- علماء مجانيين سيروا التجارب العملية بنحو خاطئ. وأبرزت الأخرى وحوشًا، مثل: (مصاص الدماء الوطواط، والطبيب الاكس، والدكتور العملاق).
شهد عام 1940 أيضًا تطوير مسلسلات الأبطال الخارقين الوطنيين، مثل: الرسوم المتحركة قصيرة لسوبرمان من قبل استوديو فلايشر، التي غالبًا ما قدمت بوصفها دعاية حربية. ومع ذلك، كان الخيال العلمي غالبًا نوعًا مستقلًا كامنًا في فترة الحرب.